# Союзный суд СФРЮ
Союзный суд СФРЮ (сербохорв. Savezni sud SFRJ / Савезни суд СФРJ, макед. Савезен суд на СФРJ, словен. Zvezno sodišče SFRJ) — высшая судебная инстанция Социалистической Федеративной Республики Югославии (СФРЮ) в 1974—1992 годах, которая возглавляла систему судов общей юрисдикции, рассматривающих гражданские, уголовные и административные дела, а также систему военных судов и судов самоуправления.
Конституция СФРЮ 1974 года учредила Союзный суд вместо ранее существовавших Верховного суда Югославии и Верховного хозяйственного суда, которые прекратили свою деятельность с 1 июня 1974 года. До этого отдельную систему составляли хозяйственные суды, полномочия которых полностью были переданы в высшие республиканские и краевые суды, руководство которыми переходило Союзному суду. 
К полномочиям Союзного суда относились следующие вопросы:
- рассмотрение имущественных споров между субъектами федерации, а также между субъектом федерации и самой федерацией;
- рассмотрение в качестве суда последней инстанции споров, возникших в результате причинения убытков из-за применения неконституционных и незаконных правовых актов;
- проверка законности административных актов союзных органов управления;
- рассмотрение в качестве суда последней инстанции жалоб на приговоры судов о назначении смертной казни;
- рассмотрение споров о подсудности между республиканскими (краевыми) судами, а также между военными и другими судами;
- инициирование перед конституционными судами вопросов о проверке законов и иных правовых актов на предмет конституционности и законности, если такие акты подлежали применению судом в конкретном деле.

Состав Союзного суда формировался Скупщиной СФРЮ, которая назначала председателя и судей на свои должности сроком на 8 лет. В работе суда также участвовали судебные заседатели, назначаемые федеральной скупщиной на срок 4 года, количество которых определялось скупщиной по принципу паритетных начал от каждой республики и края. 
Судебные заседания проводились судом в коллегиальном порядке. В случае наличия проблемы в толковании какого-либо правового вопроса либо возникновения пробела в законодательстве созывалось общее заседание Союзного суда, в котором участвовали председатель и все судьи, а решения принимались большинством голосов. При необходимости разрешения вопроса, связанного с применением отдельных законоположений и формированию определённой судебной практики созывалось объединённое заседание Союзного суда. В таком заседании, помимо союзных судей, участие принимали также судьи верховных республиканских (краевых) судов и военного суда (по три члена от каждого суда), решения которых принимались 2/3 голосов.